# Mistrzostwa Europy w Judo 2001
50. Mistrzostwa Europy w Judo odbywały się od 18 maja do 20 maja 2001 roku w Paryżu (Francja).
Turniej drużynowy rozegrano 15 i 16 grudnia w Madrycie.

## Mężczyźni
| Konkurencja: | Złoto | Srebro | Brąz |
| -60kg        | Elçin İsmayılov | Cyril Soyer | Cédric Taymans Nestor Chergiani |
| -66kg        | Renat Mirzalijew | Dawit Margoszwili | Larbi Benboudaoud Jozef Krnáč |
| -73kg        | Hennadij Biłodid | Giuseppe Maddaloni | Daniel Fernandes Nicolai Bełokosow |
| -81kg        | Aleksei Budõlin | Łasza Pipija | Iraklı Uznadze Oscar Fernández |
| -90kg        | Mark Huizinga | Rasuł Salimow | Frédéric Demontfaucon Dimitri Budolin |
| -100kg       | Ari’el Ze’ewi | Ghislain Lemaire | Elco van der Geest Iweri Jikurauli |
| +100kg       | Tamierłan Tmienow | Denis Braidotti | Selim Tataroğlu Aleksi Dawitaszwili |
| +            | Aleksandr Michajlin | Dennis van der Geest | Zoltán Csizmadia Ramaz Czoczoszwili |
| Drużynowo    | Włochy · Donato Erra · Orazio D'Allura · Giuseppe Maddaloni · Roberto Meloni · Michele Monti · Paolo Bianchessi · Denis Braidotti · (Andrea Truzzi) | Portugalia · Nuno Carvalho · João Neto · Nuno Delgado · Renato Morais · Antonio Costa · Pedro Soares · (Miguel Tomé, Vasco Branco, Diogo Lima, João Espirito Santo) | Hiszpania · Óscar Peñas · David Zamora · Oscar Fernandez · David Alarza · Aythami Ruano · (Carlos Montero, Fernando Diaz Cabrero, Ricardo Echarte, Ivan Vega) |

## Kobiety
| Konkurencja: | Zloto                                                                                              | Srebro                                                                                           | Brąz                                                                                          |
| -48kg        | Frédérique Jossinet                                                                                | Laura Moise                                                                                      | Ann Simons Giuseppina Macrì                                                                   |
| -52kg        | Inge Clement                                                                                       | Isabelle Schmutz                                                                                 | Laëtitia Tignola Ioana Dinea-Aluaș                                                            |
| -57kg        | Isabel Fernández                                                                                   | Deborah Gravenstijn                                                                              | Barbara Harel Cinzia Cavazzuti                                                                |
| -63kg        | Gella Vandecaveye                                                                                  | Claudia Heill                                                                                    | Ylenia Scapin Radka Stusakova                                                                 |
| -70kg        | Ulla Werbrouck                                                                                     | Cecilia Blanco                                                                                   | Adriana Dadci Mariela Spacek                                                                  |
| -78kg        | Céline Lebrun                                                                                      | Heidi Rakels                                                                                     | Claudia Zwiers Michelle Rogers                                                                |
| +78kg        | Katja Gerber                                                                                       | Tea Donguzaszwili                                                                                | Marie Elisabeth Veys Mara Kovačević                                                           |
| *            | Sandra Köppen                                                                                      | Anne-Sophie Mondière                                                                             | Karina Bryant Irina Rodina                                                                    |
| Drużynowo    | Belgia · Ilse Heylen · Marisabel Lomba · Gella Vandecaveye · Ulla Werbrouck · Marie Elisabeth Veys | Hiszpania · Ana Carrascosa · Isabel Fernández · Sara Álvarez · Úrsula Martín · Esther San Miguel | Włochy · Giuseppina Macri · Laura Maddolani · Cinzia Cavazzuti · Ylenia Scapin · Lucia Morico |

## Klasyfikacja medalowa
| Miejsce | Państwo         | Złoto | Srebro | Brąz | Razem |
| ------- | --------------- | ----- | ------ | ---- | ----- |
| 1       | Belgia          | 4     | 1      | 3    | 8     |
| 2       | Francja         | 2     | 3      | 5    | 9     |
| 3       | Rosja           | 2     | 2      | 1    | 5     |
| 4       | Niemcy          | 2     | 0      | 0    | 2     |
| –       | Ukraina         | 2     | 0      | 0    | 2     |
| 6       | Włochy          | 1     | 2      | 4    | 7     |
| 7       | Holandia        | 1     | 2      | 2    | 5     |
| .       | Hiszpania       | 1     | 2      | 2    | 5     |
| 9       | Azerbejdżan     | 1     | 1      | 0    | 2     |
| 10      | Estonia         | 1     | 0      | 1    | 2     |
| 11      | Izrael          | 1     | 0      | 0    | 1     |
| 12      | Gruzja          | 0     | 1      | 4    | 5     |
| 13      | Austria         | 0     | 1      | 1    | 2     |
| –       | Rumunia         | 0     | 1      | 1    | 2     |
| 15      | Szwajcaria      | 0     | 1      | 0    | 1     |
| -       | Portugalia      | 0     | 1      | 0    | 1     |
| 17      | Wielka Brytania | 0     | 0      | 2    | 2     |
| –       | Turcja          | 0     | 0      | 2    | 2     |
| 19      | Węgry           | 0     | 0      | 1    | 1     |
| –       | Mołdawia        | 0     | 0      | 1    | 1     |
| –       | Polska          | 0     | 0      | 1    | 1     |
| –       | Czechy          | 0     | 0      | 1    | 1     |
| –       | Słowenia        | 0     | 0      | 1    | 1     |
| –       | Jugosławia      | 0     | 0      | 1    | 1     |